# Doombringer
Doombringer är ett livealbum av bandet Nasum. Albumet är inspelad i Osaka, Japan 2004, där bandet var på turné innan de gick in i studion för att spela in albumet Shift och innehåller även en musikvideo till "Scoop" från albumet Helvete, som regisserades av Mitch Harris från Napalm Death.

## Låtlista
1. "Corrosion"
2. "Doombringer"
3. "Just Another Hog"
4. "Inhale/Exhale"
5. "Scoop"
6. "Bullshit"
7. "Relics"
8. "Löpandebandsprincipen"
9. "I Hate People"
10. "Mass Hypnosis"
11. "A Welcome Breeze of Stinking Air"
12. "Fatal Search"
13. "This Is..."
14. "The Masked Face"
15. "The Idiot Parade"
16. "Den Svarta Fanan"
17. "Scoop" (Musikvideo)

## Medverkande
- Mieszko Talarczyk - sång, gitarr
- Urban Skytt - gitarr
- Anders Jakobson - trummor
- Jon Lindqvist - bas, sång